# Peter Chambers

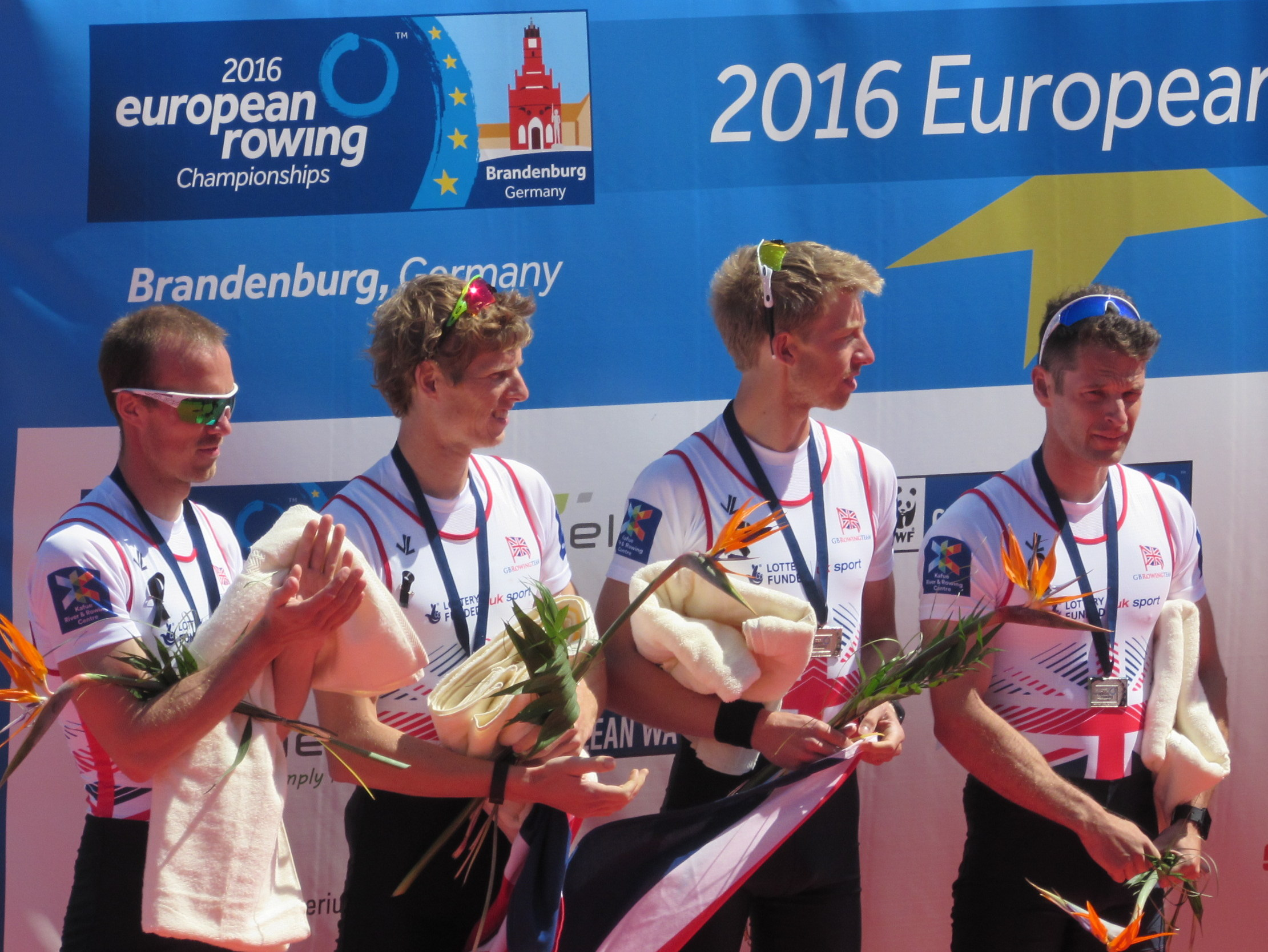
Vizeeuropameister 2016 v.l.n.r: Chambers, Clegg, Aldred, Bartley

Peter Chambers (* 14. März 1990 in Ballymoney, Nordirland) ist ein britischer Leichtgewichts-Ruderer. Er gewann 2011 den Weltmeistertitel im Leichtgewichts-Zweier ohne Steuermann.

## Karriere
Chambers begann bereits als Kind in Coleraine mit dem Rudersport, zum Studium wechselte er nach England zur Oxford Brookes University. 2009 gewann er im Leichtgewichts-Doppelvierer die Bronzemedaille bei den U23-Weltmeisterschaften, 2010 folgte Silber im Leichtgewichts-Einer, bei den U23-Weltmeisterschaften in der Erwachsenenklasse belegte Chambers den sechsten Platz im Einer. 2011 gewann Chambers zusammen mit Kieren Emery den Titel im Leichtgewichts-Zweier ohne Steuermann sowohl bei den U23-Weltmeisterschaften als auch bei den Weltmeisterschaften in Bled. 2012 wechselte Peter Chambers in den Leichtgewichts-Vierer ohne Steuermann, in der Besetzung Peter Chambers, Rob Williams, Richard Chambers und Chris Bartley gewann der britische Vierer das Weltcupfinale 2012 in München. Im Finale der Olympischen Regatta 2012 unterlag der britische Vierer dem südafrikanischen Boot und gewann mit sieben Hundertstelsekunden Vorsprung auf die Dänen Silber.
Bei den Ruder-Weltmeisterschaften 2013 in Chungju gewann er mit seinem Bruder die Bronzemedaille im Leichtgewichts-Doppelzweier. 2014 wechselten die Brüder zurück in den Vierer, sie erruderten die Silbermedaille bei den Europameisterschaften und die Bronzemedaille bei den Weltmeisterschaften. Bei den Europameisterschaften 2015 in Posen traten die Chambers-Brüder in zwei verschiedenen Booten an, während Richard Silber im Leichtgewichts-Doppelzweier erkämpfte, siegte Peter Chambers zusammen mit Joel Cassells im Leichtgewichts-Zweier ohne Steuermann. Zum Auftakt der Saison 2016 gewann der britische Leichtgewichts-Vierer mit Chris Bartley, Mark Aldred, Jono Clegg und Peter Chambers die Silbermedaille bei den Europameisterschaften in Brandenburg an der Havel. Drei Monate später erreichten die vier den siebten Platz bei den Olympischen Spielen in Rio de Janeiro.
Nachdem der Leichtgewichts-Vierer seinen Status als olympische Bootsklasse im Jahr 2017 verloren hatte, wechselte Chambers in den Skullbereich. Bei den Weltmeisterschaften 2017 gewann er die Silbermedaille im nicht-olympischen Leichtgewichts-Doppelvierer mit Edward Fisher, Zak Lee-Green, Gavin Horsburgh. Zuvor hatte er mit Will Fletcher im olympischen Leichtgewichts-Doppelzweier mit Platz 6 bei den Europameisterschaften nicht überzeugen können.
Richard und Peter Chambers waren bei den Olympischen Spielen 2012 das erste Brüderpaar in einem britischen Olympia-Boot seit Gregory und Jonathan Searle 1996.